# Glossamia narindica
Glossamia narindica är en fiskart som beskrevs av Roberts, 1978. Glossamia narindica ingår i släktet Glossamia och familjen Apogonidae. Inga underarter finns listade i Catalogue of Life.